# هاينريش إيبرباخ
هاينريش إيبرباخ (24 نوفمبر 1895 - 13 يوليو 1992) جنرالًا ألمانيًا خلال الحرب العالمية الثانية قاد جيش بانزر الخامس خلال غزو الحلفاء لنورماندي. وقد حصل علىوسام الفارس الصليبي الحديدي بأوراق البلوط لألمانيا النازية.

## الحرب العالمية الثانية
شارك إيبرباخ في الغزو الألماني لبولندا في سبتمبر 1939 ثم في عام 1940 في معركة فرنسا. وحدته دعمت هجوم الجنرال هاسو فون مانتيفيل عبر نهر الميز في مايو. بعد وقت قصير من بدء غزو ألمانيا للاتحاد السوفيتي في يونيو 1941، تم تعيينه كقائد لواء بانزر الخامس في فيلق بانزر الرابع والعشرون تحت قيادة ليو فون شويبنبرج.
خلال معركة موسكو، قاد إيبرباخ هجوم مجموعة بانزر 2 تجاه موسكو كقائد لمجموعة قتالية داخل فرقة بانزر الرابعة.  بدأ الهجوم في 30 سبتمبر وفي يومين فقط من القتال حققت مجموعة إيبرباخ القتالية اختراقًا واضحًا للعدو، وتقدمت أكثر من 120 كيلومترًا، ووضعت جبهة بريانسك السوفيتية بأكملها في موقف كارثي بينما عانت من خسائر لا تذكر.  أظهر إيبرباخ مرونته كقائد للجنود من خلال فصل كتيبتين لمساعدة جهود فرقة بانزر الثالثة في نفس منطقة العمليات بالقرب من بريانسك، على الرغم من خدمتهم تحت فرقة مختلفة.  فشلت الهجمات الجوية السوفيتية ونقص الوقود في وقت مبكر من 2 أكتوبر في منع القادة العدوانيين في كامبفغروب من التقدم في مدينة أوريل، مما أدى إلى إنهاء جهود النقل الصناعي السوفياتي هناك والاستيلاء على مركز اتصالات رئيسي لجبهة بريانسك، في 3 أكتوبر.  كانت خسائر الوحدة القتالية خفيفة: تم تدمير 6 دبابات، وقتل 34 رجلاً وجرح 121. كان هذا ثمنًا صغيرًا يجب دفعه مقابل التمزيق الكامل للخطوط السوفيتية والاستيلاء على مدينة بهذه القيمة الاستراتيجية. كما أسرت فرقة بانزر الرابعة 1600 جندي سوفيتي. 

## الجوائز
- الصليب الحديدي (1914) الدرجة الثانية (12 أكتوبر 1914) والدرجة الأولى (10 نوفمبر 1917) [4]
- وسام الفارس الصليبي الحديدي بأوراق البلوط
  - صليب الفارس في 4 يوليو 1940 بصفته أوبرسلوبمينت وقائد فرقة بانزر الفوج 35 [5]
  - باوراق البلوط في 31 ديسمبر 1941 بصفته أوبرست وقائد لواء الخامس بانزر [5]

### اقتباسات
1. 1 2  Encyclopædia Britannica | Heinrich Eberbach (بالإنجليزية), QID:Q5375741
2. 1 2  TracesOfWar | Heinrich Eberbach، QID:Q98839586
3. 1 2 3 4 5  Zetterling 2012.
4. ↑  Wegmann 2004.
5. 1 2  Scherzer 2007.